# كبل (بيدفوردشير)
كبل (بالإنجليزية: Cople)‏ هي قرية و أبرشية مدنية تقع في المملكة المتحدة في إنجلترا.  يقدر عدد سكانها بـ 700 نسمة .